# Giovanni Pietro Gallo
Giovanni Pietro Gallo (Bari, ... – ...; fl. 1591-1600) è stato un compositore italiano.
Nel Compendium musicae di Adam Gumpelzhaimer è inclusa una composizione di Gallo, che ha indotto a ritenere che all'epoca il compositore avesse già pubblicato musica in edizioni italiane perdute.
Fu probabilmente allievo di Giovanni de Marinis a Bari. Alcune musiche di Marinis sono comprese nel Primo libro de madrigali di Gallo del 1597 contenente anche una composizione di Flaminio Tresti. Dalla dedicatoria del Motectorum liber primus (Roma, 1600), è evidente che Gallo fu al servizio di Pietro Sanseverino, dedicatario dell'opera, e di suo padre, il principe di Bisignano in Calabria. Questa edizione contiene 25 brani, 20 a cinque voci e 5 a otto voci, di cui uno sul testo del Te Deum.
I ricercare di Gallo a due voci, del 1686, non sembra siano mai stati editi anteriormente.